# Strauß-Quartett
Das Strauß-Quartett war ein Kammermusikensemble, das von 1957 bis in die 1980er Jahre primär im Ruhrgebiet und der Schweiz wirkte.
Auf die Brüder Ulrich und Ernest (auch Ernst) Strauß geht der Name des Quartetts zurück, das über viele Jahre in erster Linie im Essener Folkwang-Museum auftrat. Mitwirkende waren Ulrich Strauß (Violine 1), Helmuth Hoever (Violine 2), Konrad Grahe (Viola) und Ernest Strauß (Violoncello).
Sein erstes Programm bot das Strauß-Quartett am 8. März 1957 dar. In der ursprünglichen Besetzung war es rund 25 Jahre aktiv. Immer wieder traten weitere Musiker für die Darbietung von größer besetzten Werken dazu.
Zu den vom Strauß-Quartett präsentierten Komponisten gehören Conrad Beck, Ludwig van Beethoven, Alban Berg, Johannes Brahms, Joseph Haydn, Arthur Honegger, Wolfgang Amadeus Mozart, Sergej Prokofjew, Max Reger, Othmar Schoeck, Franz Schubert, Robert Schumann und Carl Maria von Weber.

## Auszeichnungen
1962 erhielt das Quartett den Förderpreis des Landes Nordrhein-Westfalen für junge Künstlerinnen und Künstler.